# Cabo Verde International Film Festival

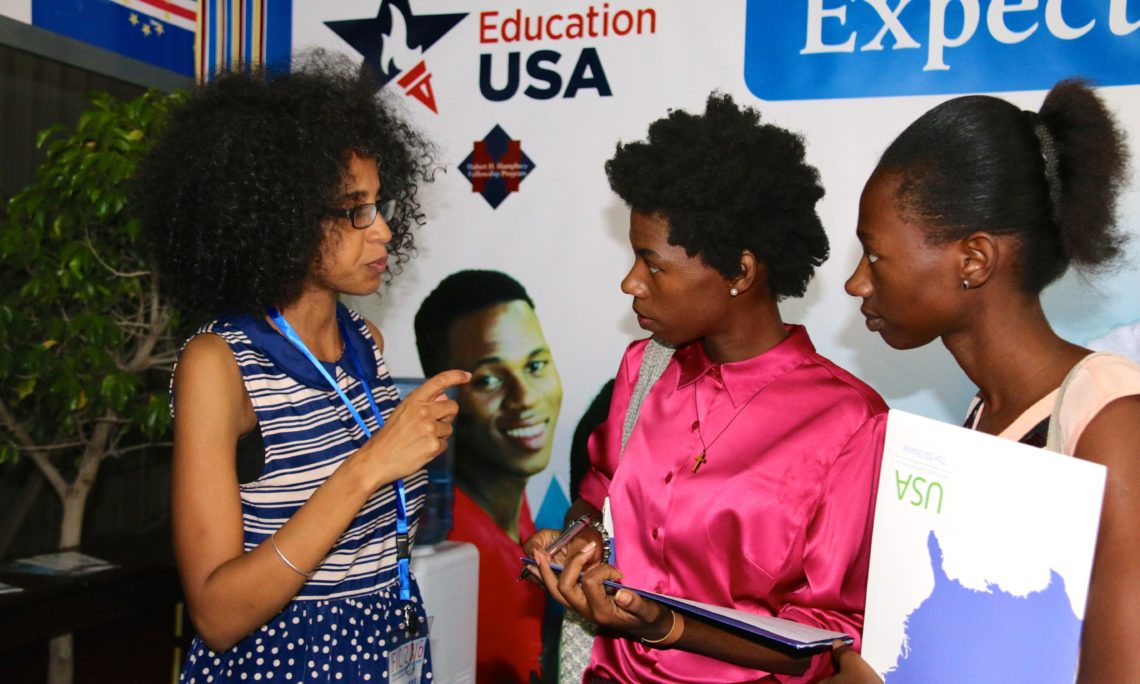
Suely Neves (links) ist Organisatorin des CVIFF

Das Cabo Verde International Film Festival (CVIFF) ist ein jährliches Filmfestival im westafrikanischen Inselstaat Kap Verde.
Das Festival wurde erstmals 2010 ausgerichtet, in Espargos auf der Insel Sal. Seither werden alljährlich Filme im Wettbewerb gezeigt und mit dem Filmpreis Prémio Parda für den besten Film und mit weiteren Auszeichnungen für den besten langen und besten kurzen Spielfilm und den besten langen und besten kurzen Dokumentarfilm ausgezeichnet. Die Preise sind Ehrenpreise und mit keinem Geldbetrag dotiert. Eine jährlich neu zusammengesetzte Jury von internationalen Filmschaffenden trifft die Entscheidungen. Veranstalter ist die kapverdische Medienagentur Viva Imagens.
Neben dem Filmwettbewerb gehören auch weitere Veranstaltungen und Workshops zwischen Espargos und Santa Maria zum Festivalprogramm.